# Kyle Shewfelt
Kyle Shewfelt (Calgary, Alberta, 6 de mayo de 1982) es un gimnasta artístico canadiense, campeón olímpico en 2004 en la prueba de suelo.

## Carrera deportiva
En el Mundial celebrado en Anaheim (California) en 2003 consigue dos medallas de bronce: en la prueba de suelo —donde queda por detrás del estadounidense Paul Hamm y el búlgaro Yordan Yovchev, ambos empatados a puntos con el oro—, y en salto de potro, tras el chino Li Xiaopeng y el rumano Marian Drăgulescu. 
En los JJ. OO. de Atenas 2004 gana la medalla de oro en el ejercicio de suelo, por delante del rumano Marian Drăgulescu (plata) y del búlgaro Yordan Yovchev (bronce).
En el Mundial de Aarhus 2006 gana el bronce en suelo, tras, de nuevo, el rumano Marian Drăgulescu (oro) y el brasileño Diego Hypólito (plata).